# Węgorapa (Banie Mazurskie)
Węgorapa (deutsch Forsthaus Angerapp) ist ein kleiner Ort in der polnischen Woiwodschaft Ermland-Masuren und gehört zur Landgemeinde Banie Mazurskie (Benkheim) im Powiat Gołdapski (Kreis Goldap).

## Geographische Lage
Węgorapa liegt am Nordostrand des Skallischer Forsts (1938 bis 1945 Altheider Forst, polnisch Lasy Skaliskie) im Nordosten der Woiwodschaft Ermland-Masuren. Bis zur einstigen und heute auf russischem Staatsgebiet gelegenen Kreisstadt Darkehmen (1938 bis 1945 Angerapp, russisch Osjorsk) sind es 13 Kilometer in nördlicher Richtung. Die heutige Kreismetropole Gołdap (Goldap) ist 20 Kilometer in östlicher Richtung entfernt.

## Geschichte
Die Försterei Angerapp war bis 1929 ein Wohnplatz im Forstgutsbezirk Oberförsterei  Skallischen (1938 bis 1945 Altheide, polnisch Skalisze). Diese gehörte zum Kreis Darkehmen (1939 bis 1945 „Landkreis Angerapp“) im Regierungsbezirk Gumbinnen der preußischen Provinz Ostpreußen. Ab dem 30. September 1929 war die Försterei in den Forstgutsbezirk Skallischen, Anteil Darkehmen/Angerapp, eingegliedert.
1945 wurde der kleine Ort in Kriegsfolge mit dem gesamten südlichen Ostpreußen nach Polen überführt und erhielt anfangs den Namen „Węgorapa Leśnictwo“. Ohne Namenszusatz ist er heute eine Waldsiedlung innerhalb der Landgemeinde Banie Mazurskie im Powiat Gołdapski, bis 1998 der Woiwodschaft Suwałki, seither der Woiwodschaft Ermland-Masuren zugehörend.

## Kirche
Das Forsthaus Angerapp war vor 1945 sowohl zur evangelischen Kirche in Szabienen/Schabienen (1938 bis 1945 Lautersee, polnisch Żabin) in der Kirchenprovinz Ostpreußen der Kirche der Altpreußischen Union als auch zur katholischen Pfarrei in Goldap im Bistum Ermland hin orientiert. Heute gehören die wenigen Einwohner Węgorapas zur katholischen Pfarrei Żabin im Dekakant Gołdap im Bistum Ełk (Lyck) der Römisch-katholischen Kirche in Polen sowie zur evangelischen Kirche in Gołdap, einer Filialkirche von Suwałki in der Diözese Masuren der Evangelisch-Augsburgischen Kirche in Polen.

## Verkehr
Węgorapa liegt ein wenig abseits und ist nur auf einem Landweg erreichbar, der von der Nebenstraße Banie Mazurskie–Żabin in östlicher Richtung abzweigt. Eine Bahnanbindung besteht nicht.